# Sarah Henke
Sarah Henke-Eckhardt (* 23. Februar 1982 in Seoul) ist eine deutsche Köchin.

## Werdegang
Henke wurde 1984 als Findelkind auf den Straßen Seouls gefunden. Sie wuchs als Adoptivkind in einer deutschen Familie in Niedersachsen auf. Nach dem Abitur und der Ausbildung zur Köchin arbeitete sie im Schlosshotel Lerbach bei Dieter Müller in Bergisch Gladbach (drei Michelinsterne), dann in Portugal und ab 2006 bei Sven Elverfeld  im Restaurant Aqua in Wolfsburg (drei Michelinsterne). 
2011 wurde Henke Küchenchefin im Restaurant Spices im A-Rosa Sylt, das 2014 mit einem Michelin-Stern ausgezeichnet wurde. Von 2015 bis 2022 war sie Küchenchefin des Restaurants Yoso in Andernach, das 2018 ebenfalls mit einem Michelinstern ausgezeichnet wurde. Das Restaurant hat auch Street Food und Sushi im Angebot.
Im Juni 2022 gab sie bekannt, dass sie nach der Geburt ihres ersten Kindes ihre Elternzeit verlängert und nicht mehr ins Yoso zurückkehren werde.
2023 wurde sie Gastgeberin im Restaurant Lemabri ihres Mannes Christian Eckhardt in Boppard.

## Privates
Mitte 2018 heiratete sie den Koch Christian Eckhardt.

## Auszeichnungen
- 2014: Ein Stern im Guide Michelin für das Spices auf Sylt
- 2016: Aufsteigerin des Jahres der Frankfurter Allgemeine Sonntagszeitung und Jürgen Dollase[1]
- 2018: Ein Stern im Guide Michelin für das Yoso in Andernach

## Veröffentlichungen
- Korea. Meine kulinarische Reise ins Land der vielen Wunder. Mit Rezepten und persönlicher Reiseerzählung. Christian Verlag 2018, ISBN 978-3959612135.